# Czarnów (Piaseczno)
Pour les articles homonymes, voir Czarnów.
Czarnów (prononciation : [ˈt͡ʂarnuf]) est un village polonais de la gmina de Konstancin-Jeziorna dans le powiat de Piaseczno de la voïvodie de Mazovie dans le centre-est de la Pologne.
Il se situe à environ 3 kilomètres au sud-ouest de Konstancin-Jeziorna (siège de la gmina), 6 kilomètres à l'est de Piaseczno (siège du powiat) et à 18 kilomètres au sud de Varsovie (capitale de la Pologne).
Le village compte approximativement une population de 587 habitants en 2009.

## Histoire
De 1975 à 1998, le village appartenait administrativement à la voïvodie de Varsovie.